# Aaron Berzel
Aaron Berzel (* 29. Mai 1992 in Heidelberg) ist ein deutscher Fußballspieler.

## Karriere
In seiner Jugend spielte Berzel für die  SG Viktoria Mauer, die TSG 1899 Hoffenheim und für den VfL Wolfsburg. In Wolfsburg wurde er 2011 Deutscher Meister mit der A-Jugend. Anschließend wechselte er zu Holstein Kiel. Für die Kieler bestritt er 21 Regionalligaspiele. Er spielte auch für die zweite Mannschaft in der Oberliga. Im Sommer 2012 ging er in die 3. Liga zum SV Babelsberg 03. Dort wurde er sofort Stammspieler. Im Januar 2013 erlitt er einen Anriss des Syndesmosebandes und fiel mehrere Wochen aus. Am Ende der Saison stieg Babelsberg in die Regionalliga ab. Im September 2013 wechselte Berzel ablösefrei zum SV Darmstadt 98, mit dem er zum Ende der Saison 2013/14 in die 2. Bundesliga aufstieg.
Im Januar 2015 wechselte er ablösefrei zum Drittligisten Preußen Münster. Am 25. August 2015 kündigte der Verein nach nur fünf absolvierten Spielen das Arbeitsverhältnis fristlos. Zur Saison 2015/16 wurde er vom Regionalligisten SV Elversberg verpflichtet, für den der Verteidiger 35 Regionalligaspiele absolvierte.
Zur Saison 2017/18 wechselte Berzel zum in die Regionalliga Bayern abgestiegenen TSV 1860 München. Mit den Löwen stieg er als Stammspieler in die 3. Liga auf. In der Saison 2018/19 zählte Berzel nicht mehr zum Stammpersonal und kam auf 14 Drittligaeinsätze (8-mal in der Startelf). Sein zum Saisonende auslaufender Vertrag wurde aus finanziellen Gründen zunächst nicht mehr verlängert. Zuwendungen „externer Gönner“ ermöglichten es dem Verein Anfang Juli, Berzel im Rahmen der Vorbereitungen auf die Saison 2019/20 erneut für ein Jahr unter Vertrag zu nehmen. Im Anschluss wechselte er dann weiter zum Stadt- und Ligarivalen Türkgücü München. Nachdem Berzel und Türkgücü in beidseitigem Einvernehmen den Vertrag im Juni 2021 auflösten, wechselte er Ende Juli zum Ligarivalen FC Viktoria Köln. Dort absolvierte Berzel in der Hinrunde nur neun Ligapartien und ging daraufhin in der Winterpause weiter zum SC Verl. Am 31. Januar 2023 wechselte Berzel zu Rot-Weiß Oberhausen in die Regionalliga West.

## Erfolge
VFL Wolfsburg
- Meister der Deutschen A-Junioren: 2010/11

SV Darmstadt 98
- Aufstieg in die 2. Bundesliga: 2013/14

TSV 1860 München
- Meister der Regionalliga Bayern und Aufstieg in die 3. Liga: 2017/18
- Gewinn des Bayerischen Toto-Pokals: 2019/20